# Freddy León
Pour les articles homonymes, voir León.
Freddy León, né le 24 septembre 1970 est un footballeur colombien, qui évoluait au poste d'attaquant au Millonarios, au Deportes Tolima, au Deportes Quindío, au Patriotas Boyacá et à l'Expreso Rojo ainsi qu'en équipe de Colombie.
León ne marque aucun but lors de ses huit sélections avec l'équipe de Colombie en 1995. Il participe à la Copa América en 1995 avec la Colombie.

## Carrière
- 1990-1996 :  Millonarios
- 1995-1998 :  Deportes Tolima
- 1999-2000 :  Millonarios
- 2000-2003 :  Deportes Quindío
- 2006 :  Patriotas Boyacá
- 2007 :  Expreso Rojo[1]

## Palmarès

### En équipe nationale
- 8 sélections et 0 but avec l'équipe de Colombie en 1995.
- Troisième de la Copa América 1995.